# Klingenbächle (Erlenbach)
Das Klingenbächle ist ein Bach im Main-Tauber-Kreis im nördlichen Baden-Württemberg, anfangs im Gebiet der Kleinstadt  Boxberg, später in dem der Gemeinde Assamstadt, der nach etwa 41⁄2 km langem Lauf nach Süden unterhalb des Dorfes Assamstadt von rechts in den oberen Erlenbach mündet.

## Geographie

### Verlauf
Das Klingenbächle beginnt seinen Lauf an der K 2842 zwischen den Dörfern Bobstadt im Nordosten und Windischbuch im Südwesten der Kleinstadt Boxberg, etwa einen Viertelkilometer nordwestlich des Weilers Börzel auf etwa 367 m ü. NHN. Auf dem ersten Kilometer umläuft der unscheinbare Bachgraben zwischen Äckern und ohne höheren Bewuchs am Ufer den auf einem flachen Hügel stehenden bäuerlichen Wohnplatz Börzel in einem nach Osten ausholenden Bogen.
Gegen Ende von diesem wendet er sich in einem Grünlandstreifen südwärts und schlängelt sich in der Folge in langen Zügen. Knapp einen halben Kilometer weiter abwärts reicht die große Waldinsel Stöckich für etwa drei Viertelkilometer linksseits bis nahe oder ganz ans Ufer. Nach diesem Abschnitt gibt es nurmehr wenige kleine Waldinseln oder -streifen am oder über dem Hang, an den Bachgraben grenzt in der Folge auf wenigstens einer Seite wieder Grünland, sonst Äcker, und er fließt nun im Gemeindegebiet von Assamstadt.
Ehe das Klingenbächle einen Kilometer weiter im Süden die L 514 Windischbuch–Assamstadt unterquert, verläuft der Bach auf nur etwas über hundert Metern innerhalb einer schmalen Feldhecke. Jenseits der Landesstraße liegt die Assamstadter Wustsiedlung etwa hundert Meter rechts vom Lauf entfernt. In nur noch leichter Schlängelung erreicht der Bach die in der Erlenbachaue laufende K 2886, unterquert sie und fließt dann auf etwa 314 m ü. NHN von rechts in den oberen Erlenbach ein.
Das Klingenbächle mündet nach etwa 4,5 km langem Lauf mit mittlerem Sohlgefälle von etwa 12 ‰ rund 53 Höhenmeter unterhalb seines Ursprungs nahe Börzel.
Das Klingenbächle hat auf ganzer Länge nur unbeständigen Durchfluss, ebenso sein weniger als ein halbes Dutzend nicht sehr langer Grabenzuflüsse.

### Einzugsgebiet
Das Einzugsgebiet des Klingenbächles ist 6,6 km² groß und liegt im Unterraum Östliches Bauland des Naturraums Bauland. Sein höchster Punkt am Nordosteck liegt auf etwa 384 m ü. NHN. Auf weniger als 10 % der Fläche steht Wald, weit überwiegend gehört dieser zum Stöckich linksseits des Oberlaufes, das Offenland wird stark überwiegend beackert. Die einzigen Siedlungsplätze im Gebiet sind der Wohnplatz Börzel und die nach Fläche deutlich größere, nahe Landesanstalt für Schweinezucht, beide rechtsseits des Oberlaufs am nordöstlichen, Boxberger Gebietsanteil. Im südöstlichen, Assamstadter Gebietsanteil liegt ebenfalls rechtsseits und in Abstand zum Lauf des Klingenbächles der Wohnplatz Wustsiedlung. Daneben gehören ein 0,2 km² großer Randstreifen Ackerfläche im Südwesten zur Stadt Krautheim im Hohenlohekreis.
Reihum grenzen die Einzugsgebiete der folgenden Nachbargewässer an:
- Jenseits der nördlichen Wasserscheide entwässert der Ursbach über die Umpfer zur Tauber;
- im Osten liegt das Einzugsgebiet des Stöckiggrabens, der vor dem Klingenbächle dem Jagst-Zufluss Erlenbach zumündet;
- im Südwesten fließt ein Bach aus dem Gewann See bei Neunstetten unterhalb in der Erlenbach;
- im Westen liegt das Einzugsgebiet des Windischbucher Grabens, des linken Oberlaufs des Seebachs, der noch tiefer den Erlenbach erreicht.

### Zuflüsse
Liste der Zuflüsse von der Quelle zur Mündung. Gewässerlänge, Einzugsgebiet und Höhe nach den entsprechenden Layern auf der Onlinekarte der LUBW. Andere Quellen für die Angaben sind vermerkt.
- Lunkengraben, von rechts und Westnordwesten auf etwa 332 m ü. NHN am Ende des Waldes Stöckich gegenüber, 0,9 km[LUBW 7] und ca. 1,0 km². Entsteht auf etwa 443 m ü. NHN an einem südwärts laufenden Feldweg.
- (Graben am Feldgewann Almuthen), von links und Nordosten auf etwa 322 m ü. NHN an der L 514, ca. 0,9 km und ca. 0,5 km². Entsteht auf etwa 355 m ü. NHN.
- (Graben aus dem Hetzengründlein), von rechts und Westen auf etwa 321 m ü. NHN kurz nach der L 514 und östlich der Wustsiedlung, ca. 0,6 km und ca. 0,5 km². Entsteht auf etwa 332 m ü. NHN am Südostrand der Waldinsel Fuchsenhieb und teilt die Wustsiedlung in zwei Siedlungsgruppen.
- (Graben aus dem Birkengründlein), von rechts und Westen auf etwa 316 m ü. NHN, ca. 0,3 km und ca. 0,8 km². Entsteht auf unter 320 m ü. NHN.

## Geologie
Das Einzugsgebiet des Klingenbächles liegt im Muschelkalk, größtenteils und auf den höheren Bereichen im Oberen Muschelkalk. Ab dem Wald Stöckich streicht am linken, zunächst nur unteren Hang dann der Mittlere Muschelkalk aus.
An den nach Osten abfallenden Hängen ist der Muschelkalk fast vollständig von Lösssediment aus dem Quartär überlagert. In der Mulden des Klingenbächles wie auch in denen seiner Zuflüsse liegen breite Schwemmsedimentbänder.

### LUBW
Amtliche Online-Gewässerkarte mit passendem Ausschnitt und den hier benutzten Layern: Lauf und Einzugsgebiet des Klingenbächles

Allgemeiner Einstieg ohne Voreinstellungen und Layer: Daten- und Kartendienst der Landesanstalt für Umwelt Baden-Württemberg (LUBW) (Hinweise)
1. 1 2 3 4  Höhe nach dem Höhenlinienbild auf dem Hintergrundlayer Topographische Karte.
2. ↑  Länge nach dem Layer Gewässernetz (AWGN), ergänzt um ein kleines, auf der Gewässerkarte nicht berücksichtigtes Anfangsstück, das auf dem Hintergrundlayer Topographische Karte abgemessen wurde.
3. ↑  Einzugsgebiet nach dem Layer Basiseinzugsgebiet (AWGN).
4. ↑  Natur teilweise nach dem Layer Geschützte Biotope.
5. ↑  Länge abgemessen auf dem Hintergrundlayer Topographische Karte.
6. ↑  Einzugsgebiet abgemessen auf dem Hintergrundlayer Topographische Karte.
7. ↑  Länge nach dem Layer Gewässernetz (AWGN).

### Andere Belege
1. ↑  Modellierte Werte nach Abfluss-BW Gewässerknoten MQ/MNQ
2. ↑  Wolf-Dieter Sick: Geographische Landesaufnahme: Die naturräumlichen Einheiten auf Blatt 162 Rothenburg o. d. Tauber. Bundesanstalt für Landeskunde, Bad Godesberg 1962. → Online-Karte (PDF; 4,7 MB)
3. ↑  Geologie nach den Layern zu Geologische Karte 1:50.000 auf: Mapserver des Landesamtes für Geologie, Rohstoffe und Bergbau (LGRB) (Hinweise)